# Massimo Pupillo (musicista)
Massimo Pupillo (Roma, ...) è un bassista e compositore italiano.
Ha iniziato la sua carriera come bassista degli Zu, con cui ha prodotto più di 15 album avviando poi l'attività solista parallelamente a numerosi altri progetti musicali. Tra questi sono da ricordare i Dogon, gli Ardecore, Original Silence, Germanotta Youth e molti altri.

## Biografia

### Infanzia e giovinezza
Nato a Roma e cresciuto a Ostia, Massimo inizia a suonare la chitarra classica a 9 anni, poi a 14 anni scopre il basso elettrico e prosegue da autodidatta. Nel 1992 Massimo Pupillo suona con la band noise rock Sinatra, che allora trovava spazio nel centro sociale Spaziokamino di Ostia, per poi entrare a far parte dei Gronge che in seguito all'album Teknopunkabaret, uscito per la major WEA, aveva avuto problemi di stabilità. Massimo Pupillo partecipò così al tour, chiamando anche Jacopo Battaglia alla batteria.

### 1997-2009: Massimo Pupillo e gli Zu
Nel 1997 Massimo Pupillo fondò gli Zu con Jacopo Battaglia, Luca Mai. Nel 1999 gli Zu confezionano il loro primo album intitolato Bromio che presentava una miscela di sonorità tra free jazz, improvvisazione libera e hardcore punk. Nei 20 anni successivi gli Zu girano in tutto il mondo arrivando a più di 2000 concerti e 18 album. Con gli Zu oltre a collaborare con Mike Patton e a esibirsi con lui in tutto il mondo, hanno pubblicato 3 album sulla sua etichetta, Ipecac recordings.
Parallelamente agli Zu Massimo coltiva un'etica di apertura e collaborazione che lo porta a lavorare con nomi fra i più importanti delle avanguardie internazionali, non solo musicali.
Fra le tante collaborazioni, sono da ricordare quelle con Romeo Castellucci per Vexilla Regis Prodeunt Inferni, con Chiara Guidi (Socìetas Raffaello Sanzio), con la coreografa americana di stanza a Berlino Meg Stuart, con il gruppo di danza e performance Dewey Dell.

### 2010-in poi: tra nuove band ed attività a propria firma

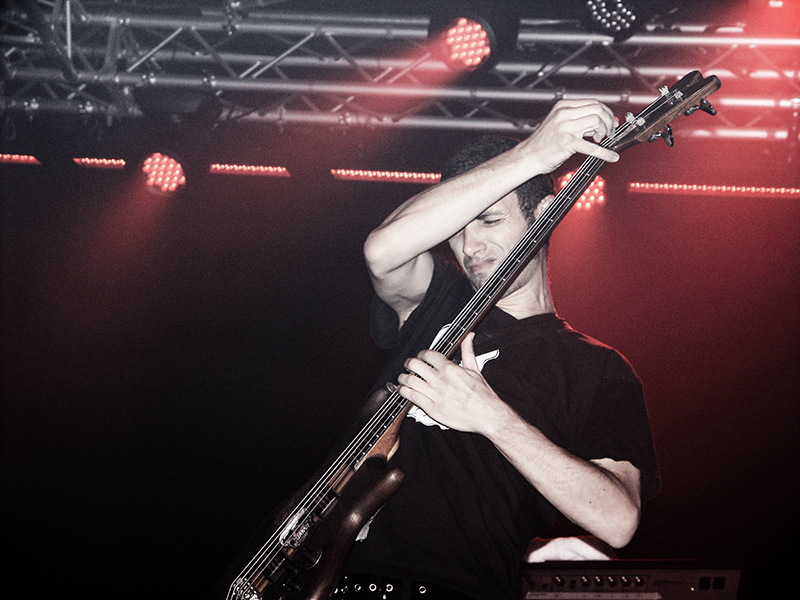
Massimo Pupillo in un concerto del 2010 ad Aarhus in Danimarca. Foto di Hreinn Gudlaugsson

In musica, ha all'attivo collaborazioni con nomi storici della contemporanea e dell'avanguardia come Terry Riley, Alvin Curran, il duo pianistico di Katia & Marielle Labèque in numerosi progetti, in cui ha condiviso il palco con Viktoria Mullova e Giovanni Sollima. Ha anche lavorato in studio con la soprano e direttrice d'orchestra canadese Barbara Hannigan.
Per un lavoro con Katia Labeque ha avuto il grande onore di una copertina disegnata da Storm Thorgerson, il grafico di Hipgnosis famoso per le sue copertine storiche dei Pink Floyd e molti altri.
Sempre con Katia Labeque, per il progetto di musiche di Moondog ha pubblicato un album sulla storica etichetta Deutsche Grammophon.
Con Katia Labeque ha anche lavorato a un progetto speciale presentato alla Philharmonie di Parigi, lavorando con Justin Vernon (Bon Iver), Bryce e Aaron Dessner della band The National.
Nel mondo del rock ha collaborato con nomi fra i più importanti del panorama internazionale come Mike Patton, Stephen O' Malley (Sunn O)), Thurston Moore, Jim O' Rourke (Sonic Youth), Guy Picciotto e Joe Lally (Fugazi), The Ex, Gabe Serbian (The Locust), Brian Chippendale (Lightning Bolt), FM Einheit (Einsturzende Neubauten), Buzz Osbourne (Melvins) Damo Suzuki (CAN), Mick Harris (Napalm Death, Scorn), Mark Greenway (Napalm Death), Dälek, Gordon Sharp (Cindytalk e This Mortal Coil).
Nel mondo della free-improvised music ha collaborato con nomi come Peter Brotzmann, Toshinori Kondo, Paal Nilssen Love, Mats Gustafsson, Ken Vandermark, Lukas Ligeti, Gianni Gebbia, Chris Corsano, Tony Buck (The Necks e Swans), Mette Rasmussen, Han Bennink, Lasse Marhaug.
Nel mondo della musica sperimentale ha collaborato con Oren Ambarchi, David Tibet (Current 93), Thighpaulsandra (Coil), Christina Vantzou, Daniel O'Sullivan (Sunn O), Ulver), Domenico Sciajno.
Nel 2024 ha pubblicato la colonna sonora per Limonov The Ballad, una produzione internazionale con la regia di Kirill Serebrennikov.
Nel 2024 ha composto le musiche per l'opera Sciamano DI Ghiaccio con Oscar Pizzo, Manuel Zurria e Karina Moeller, presentata in anteprima al Ravenna Festival.
Fra Zu, lavori in solo e collaborazioni, ha all'attivo più di 80 album e 3000 concerti in tutto il mondo.

## Discografia

### Solista
- 2004 – The Williamsburg Sonatas - con Gianni Gebbia e Lukas Ligeti
- 2008 – Still Life With Commercials - con Geoff Farina e Michael Zerang
- 2009 – Roma - Peter Brotzmann Trio w/ Paal Nilssen Love & Massimo Pupillo
- 2009 – Hairy Bones - con Peter Brötzmann, Toshinori Kondo e Paal Nilssen-Love
- 2010 – Evol/Ve - con F.M. Einheit
- 2010 – Raids On The Unspeakable - con Kumiko Takara & Paal Nilssen-Love
- 2012 – You're Next - con Lasse Marhaug e Paal Nilssen Love
- 2013 – Schl8hof - con DKV Trio, Mats Gustafsson e Paal Nilssen-Love
- 2015 – Subsound Split Series #4 - Frizione - con Oren Ambarchi
- 2016 – Aithein - con Oren Ambarchi e Stefano Pilia
- 2016 – Melt - con Brian Chippendale e Mats Gustaffson
- 2017 – Live at Cafe Oto, London - con Alvin Curran
- 2017 – BECOMING /// ANIMAL: A Distant Hand Lifted - con Gordon Sharp
- 2017 – Live At Candy Bomber Vol. 1 - con Caspar Brotzmann, Alex Babel
- 2018 – Moondog - con Katia Labeque, David Chalmin, Raphael Seguiner
- 2019 – Massimo Farjon Pupillo (cassette)
- 2020 - The Black Iron Prison
- 2021  - Re-Genesis - come Elio Martusciello & Massimo Pupillo
- 2021 -  V - come Yodok & Massimo Pupillo
- 2021 - Wetiko
- 2021 - Embracing The Ruins con Gabriele Tinti, Marton Csokas
- 2022 - L' Incrinatura Del Vetro  con Mattia Cipolli
- 2023 - Songs Of Stone  con Malcolm Mc Dowell, Gabriele Tinti
- 2023 - My Own Private Afghanistan
- 2023 - Our Forgotten Ancestors
- 2024 Fragments con Roger Ballen e Gabriele Tinti
- 2024 Arctic Void (Library Music)
- 2024 Limonov- The Ballad OST
- 2025 INDUSTRIAL SLAVE Lp

### Come ◉ ╋ ◑ (Stefano Pilia & Massimo Pupillo)
- 2018 – Dark Night Mother
- 2018 – κένωσις

### Come Massimo Pupillo & Tony Buck
- 2019 – Unseen
- 2019 – Time Being

### Con gli Zu
- 1999 – Bromio
- 2000 – The Zu Side of the Chadbourne
- 2001 – Motorhellington
- 2002 – Igneo
- 2003 – Live in Helsinki
- 2004 – Radiale
- 2005 – The Way of the Animal Powers
- 2005 – How to Raise an Ox
- 2005 – Zu v/s Dälek (split) feat Økapi
- 2006 – Rai Sanawachi Koe Wo Hassu
- 2006 – Zu/Iceburn
- 2007 – Identification with the Enemy - A Key to the Underworld
- 2007 – 7" Picture Disk - Observing The Armies In The Battlefield - Zu + Økapi
- 2008 – Il Teatro degli Orrori + Zu (split)
- 2008 – Zu, Damo Suzuki & Xabier Iriondo 10"
- 2009 – Carboniferous
- 2011 – Axion (Phantomsmasher remix) / Chthonian (James Plotkin remix)'
- 2014 – Goodnight Civlization'
- 2014 – The Left Hand Path
- 2015 – Cortar Todo'
- 2017 – Jhator'
- 2018 – ZU93: Mirror Emperor
- 2019 – Terminalia Amazonia

### Con RuinsZU
2025 JazzIsDead Live (Subsound Records) 

### Con i Dogon
- 2002 – Before And After
- 2003 – Who Is Playing In The Shadow Of Whom?

### Con gli Ardecore
- 2005 – Ardecore
- 2007 – Chimera
- 2010 – San Cadoco

### Con gli Original Silence
- 2007 – The First Original Silence
- 2008 – The Second Original Silence

### Con i B for Bang
- 2007 – Across the Universe of Languages
- 2011 – Rewires The Beatles

### Con gli OffOnOff
- 2008 – Clash
- 2009 – Slap And Tickle
- 2009 – Offonoff / Jazkamer - split con i Jazkamer

### Con 7k Oaks
- 2008 – 7000 Oaks
- 2011 – Entelechy

### Con gli Hairy Bones
- 2009 – Hairy Bones
- 2010 – At Fresnes
- 2012 – Snakelust (To Kenji Nakagami)

### Con i Germanotta Youth
- 2010 – The Harvesting Of Souls
- 2011 – Joy As A Toy / Germanotta Youth - split con i Joy As A Toy
- 2012 – The Final Solution E.P.
- 2015 – Germanotta Youth
- 2016 – Revenge Of Pre-Industrialization / Agatha Grind Dance Floor - split con i Mombu

### Con gli URUK
- 2017 – I Leave A Silver Trail Through Blackness
- 2018 – Mysterium Coniunctionis
- 2019 – The Descent Of Inanna
- 2024 - The Great Central Sun